# Delburen
Delburen (Fries: Delbuorren) is een buurtschap in de gemeente De Friese Meren, in de Nederlandse provincie Friesland. Delburen ligt direct ten noordwesten van Sondel. De buurtschap bestaat uit verspreide huizen aan de Delbuursterweg en de Noorderreed.
De buurtschap is ontstaan in het gebied dat in de achttiende eeuw Sondeler IJberd werd genoemd. Vanaf 1854 werd deze streek Sondeler Delburen genoemd. De naam verwijst naar het feit dat de plaats lager (del, Fries voor lager) lag ten opzichte van de Sondeler Gaast.
Tot 1983 lag de buurtschap in de gemeente Gaasterland en van 1984 tot 2014 in de gemeente Gaasterland-Sloten.
Hoofdplaats: Joure     Stad: Sloten

Dorpen en gehuchten: Akmarijp · Bakhuizen · Balk · Bantega · Boornzwaag · Broek · Delfstrahuizen · Dijken · Doniaga · Echten · Echtenerbrug · Eesterga · Elahuizen · Follega · Goingarijp · Harich · Haskerhorne · Idskenhuizen · Kolderwolde · Langweer · Legemeer · Lemmer · Mirns · Nijehaske · Nijemirdum · Oldeouwer · Oosterzee · Oudega · Oudehaske · Oudemirdum · Ouwster-Nijega · Ouwsterhaule · Rijs · Rohel · Rotstergaast · Rotsterhaule · Rottum · Ruigahuizen · Scharsterbrug · Sint Nicolaasga · Sintjohannesga · Snikzwaag · Sondel · Terhorne · Terkaple · Teroele · Tjerkgaast · Vegelinsoord · Wijckel

Buurtschappen: Ballingbuur · Bargebek · Boornzwaag over de Wielen · Brekkenpolder · Commissiepolle · De Rijlst · Delburen · Finkeburen · Heide · Hooibergen · Nieuw Amerika · Onland · Schoterzijl (deels) · Schouw · Spannenburg · Tacozijl · Trophorne · Tweehuis · Vierhuis · Vrisburen · Westerend-Harich · Zevenbuurt

Friesland: Steden en dorpen      Nederland: Provincies · Gemeenten